# Куколочная колыбелька
Куколочная колыбелька — камера овальной формы, сооружаемая личинками ряда жуков, внутри которой происходит окукливаение и находится куколка до выхода имаго (взрослого насекомого). В отличие от кокона, колыбелька состоит не из выделяемого насекомым шёлка, а из частиц окружающего материала: почвы, древесины и т.п.

Куколка Pachnoda sinuatus в куколочной колыбельке из почвы

Личинки жуков из семейства пластинчатоусые перед окукливанием сооружают куколочную колыбельку из частичек древесной трухи, почвы, собственных экскрементов, склеенных специальным секретом, который выделяется в задней части тела.
Личинки-дендрофаги многих видов усачей и точильщиков перед окукливанием не покидают кормовое дерево, создавая колыбельки в специальных камерах в толще коры или древесины. Такая камера представляет собой забитое буровой мукой продолжение личиночного хода, от которого к поверхности ствола ведёт ещё один ход, через который жук впоследствии покидает колыбельку. У разных представителей этот ход может открываться наружу или оставаться прикрытым тонким слоем коры. Перед превращением в куколку насекомое располагается в камере определённым образом относительно поля гравитации: вниз или вверх головой или лёжа горизонтально — на спинной стороне. Некоторые другие жуки-дендрофаги (например, усачи из рода Prionus) до окукливания выбираются наружу и строят колыбельки из буровой муки и почвы невдалеке от своего кормового дерева.